# Hemming (dansk konge)
 For alternative betydninger, se Hemming. (Se også artikler, som begynder med Hemming)
Hemming (død 812) var dansk konge 810-812. Han var brorsøn af Godfred, som han efterfulgte, og bror til Hakon og Angantyr, samt fætter eller bror til Sigfred.

## Fredsaftalen
I 811 – et år efter Godfreds død – blev der indgået fred mellem Hemming og den frankiske kejser Karl den Store. Drabet på Godfred kan have været aftalt mellem Hemming og frankerne.
Det blev aftalt, at grænsen mellem Danmark og Frankerriget skulle følge Ejderen, og der blev efter mange urolige år omsider fred mellem danerne og frankerne, stadfæstet med en ed. Fredsaftalen mellem kejseren og kong Hemming [Danorum regem] blev på grund af den strenge vinter, som lukkede rejsevejen mellem parterne, i første omgang kun svoret på våbnene. Men da vejene åbnede om foråret, trådte tolv stormænd sammen [congredientibus ex utraque parte utriusque gentis, Francorum scilicet et Danorum, XII primoribus] ved Ejderen, og bekræftede freden efter ret og sædvane med indbyrdes aflagte eder. Stormændene på frankisk side var: greverne Walach, Bernhards søn, Burchard, Unroc, Uodo, Meginhard, Bernhard, Egbert, Theoteri, Abo, Osdag og Wigman; fra dansk side [de parte vero Danorum]: Hemmings brødre Hankwin (Hakon) og Angandeo (Angantyr;, dernæst andre ansete landsmænd [deinde cetreri honorabiles inter suos viri] Osfrid med tilnavnet Turdimulo, Warstein, Suomi, Urm, endnu en Osfrid, søn af Helge, Osfrid af Skåne (herskeren over denne landsdel), Hebbi og Aowin.
Allerede et år efter mødet døde Hemming pludseligt efter to år på tronen, og derefter udbrød der en borgerkrig.

## Saxo Grammaticus
Krønikeskriveren Saxo Grammaticus nævner kun Hemming i to linjer, og skriver da også, at "den avindsyge Tid har maaske skjult mange udmærkede Bedrifter af ham". Saxo har troet, at Hemming sluttede fred med Karl den Stores efterfølger Ludvig den Fromme, men ellers er hans korte beretning i overensstemmelse med de frankiske annaler.
| Originaltekst | Oversættelse af Fr. Winkel Horn, død 1898 |
| Huic succedit Hemmingus, cuius dignum memoratu opus non reperi, nisi quod pacem cum Caesare Lodowico iurisiurandi firmitate composuit. Et forte complura temporum eius insignia, quamquam praeclara exstiterint, vetustatis livore teguntur. | Efter ham [Olaf] fulgte Heming, om hvem jeg ikke har fundet andet, der er værd at berette, end at han sluttede Fred med Kejser Ludvig og stadfæstede den med Ed. Men den avindsyge Tid har maaske skjult mange udmærkede Bedrifter af ham, skjønt de gjorde ham navnkundig i hans Levetid. |